# Мозер-Бей (гидроаэропорт)
Гидроаэропорт Мозер-Бей (англ. Moser Bay Seaplane Base), (ИАТА: KMY, FAA LID: KMY) — гражданский гидроаэропорт, расположенный в районе Мозер-Бей (Аляска), США. Находится в собственности компании Columbia Ward Fisheries.
Деятельность гидроаэропорта субсидируется за счёт средств Федеральной программы США Essential Air Service (EAS) по обеспечению воздушного сообщения между небольшими населёнными пунктами страны.

## Операционная деятельность
Гидроаэропорт Мозер-Бей расположен на высоте уровня моря и эксплуатирует одну взлётно-посадочную полосу, предназначенную для приёма гидросамолётов:
- N/S размерами 3048 x 305 метров.

За период с 31 декабря 2006 по 31 декабря 2007 года Гидроаэропорт Мозер-Бей обработал 100 операций взлётов и посадок самолётов (в среднем 8 операций ежемесячно), из них 50 % пришлось на рейсы аэротакси и 50 % — на авиацию общего назначения.: